# Kinh tế Togo
Kinh tế Togo đề cập đến những hoạt động kinh tế của nước Cộng hòa Togo.

## Nông nghiệp
Nông nghiệp tự cung tự cấp là hoạt động kinh tế chính ở Togo; đa số người dân phụ thuộc vào nông nghiệp tự cung tự cấp. Sản xuất thực phẩm và cây thương phẩm sử dụng phần lớn lực lượng lao động và đóng góp khoảng 42% vào tổng sản phẩm nội địa (GDP). Cà phê và ca cao là những cây thương phẩm chính để xuất khẩu nhưng trồng bông đã tăng nhanh chóng trong những năm 1990 với 173.000 tấn sản xuất năm 1999.
Sau một thảm họa thu hoạch năm 2001 (113.000 tấn), sản lượng đã phục hồi lên 168.000 tấn trong năm 2002. Mặc dù mưa tại một số khu vực không đủ, chính phủ Togo đã đạt được mục tiêu  tự cung tự cấp cây lương thực — ngô, sắn, khoai, miến, kê trân châu và lạc. Các trang trại nhỏ và vừa sản xuất phần lớn cây lương thực thực phẩm; quy mô các trang trại trung bình là 1 - 3  ha.

## Công nghiệp
Trong lĩnh vực công nghiệp, phosphat là mặt hàng quan trọng nhất của Togo và nước này có khoảng 60 triệu tấn phosphat dự trữ. Từ mức cao 2,7 triệu tấn năm 1997, sản xuất giảm xuống còn khoảng 1,1 triệu tấn trong năm 2002. Sự sụt giảm sản xuất là một phần kết quả của sự suy giảm các khoản vốn dễ tiếp cận và việc thiếu ngân quỹ cho đầu tư mới. Công ty trước đây thuộc sở hữu nhà nước dường như đã được hưởng lợi từ quản lý tư nhân, đã tiếp quản năm 2001. Togo cũng có các mỏ đá vôi và đá cẩm thạch có trữ lượng đáng kể.
Sự bùng nổ hàng hóa giữa những năm 1970 đã dẫn đến tăng gấp 4 lần giá phosphat và doanh thu của chính phủ tăng cao, Togo bắt tay vào một chương trình đầy tham vọng về các khoản đầu tư lớn về cơ sở hạ tầng trong khi theo đuổi công nghiệp hóa và phát triển của các doanh nghiệp nhà nước trong sản xuất chế tạo, dệt và đồ uống. Tuy nhiên, sau khi giá hàng hóa thế giới sụt giảm, nền kinh tế của nước này đã trở thành gánh nặng với sự mất cân bằng tài chính, vay mượn nặng và các doanh nghiệp nhà nước không có lãi.
Togo đã quay sang xin sự hỗ trợ của  Quỹ tiền tệ quốc tế (IMF) vào năm 1979, đồng thời thực hiện một nỗ lực điều chỉnh nghiêm ngặt với sự giúp đỡ của một loạt các chương trình dự phòng của IMF, các khoản vay của Ngân hàng thế giới và tái cấu trúc nợ của câu lạc bộ Paris. Theo chương trình này, chính phủ Togo đưa ra một loạt các biện pháp khắc khổ và các mục tiêu tái cơ cấu cho doanh nghiệp nhà nước và phát triển nông thôn. Những cải cách này nhằm mục đích xóa bỏ hầu hết các độc quyền nhà nước, đơn giản hóa thuế và thuế hải quan, giảm bớt việc làm công và tư nhân hóa các doanh nghiệp nhà nước lớn. Togo đã đạt những tiến bộ đáng kể trong chương trình của các tổ chức tài chính quốc tế vào những năm 1980, nhưng phong trào cải cách đã kết thúc với sự khởi đầu của bất ổn chính trị trong năm 1990. Với một mới chính phủ mới được bầu, Togo đã thương lượng các chương trình mới 3 năm với Ngân hàng thế giới và IMF trong năm 1994.
Togo trở lại câu lạc bộ Paris vào năm 1995 và nhận được các điều khoản Naples, mức giá ưu đãi nhất của câu lạc bộ. Với nền kinh tế suy thoái liên quan đến vấn đề chính trị ở Togo, các nghĩa vụ về dịch vụ nợ nước ngoài theo kế hoạch năm 1994 đã hơn 100% doanh thu dự kiến của chính phủ (trừ việc hỗ trợ song phương và đa phương). Đến năm 2001, Togo đã bắt tay vào chương trình giám sát nhân viên của IMF nhằm khôi phục lại nền kinh tế vĩ mô ổn định và kỷ luật tài chính nhưng không có bất kỳ nguồn tài chính mới nào của IMF đang chờ bầu cử nghị viện mới. IMF mới, ngân hàng thế giới và Ngân hàng phát triển châu Phi (ADB) cho vay phải chờ đợi sự sẵn sàng của các nhà tài trợ truyền thống của Togo– Liên minh châu Âu là chủ yếu nhưng Mỹ cũng tiếp tục dòng viện trợ. Vào mùa thu năm 2002, Togo đã nợ 15 triệu USD của Ngân hàng thế giới và nợ 3 triệu USD của ADB.
Togo là một trong 16 thành viên của Cộng đồng Kinh tế Tây Phi (ECOWAS). Quỹ phát triển ECOWAS đặt tại Lomé. Ngân hàng phát triển Tây Phi (BOAD), có liên kết với UEMOA, có trụ sở tại Lomé. Togo từng là một trung tâm ngân hàng khu vực nhưng vị trí đã bị xói mòn bởi bất ổn chính trị và kinh tế suy thoái của năm 1990. Về lịch sử, Pháp là đối tác thương mại chủ yếu của Togo, mặc dù các nước Liên minh châu Âu khác quan trọng với nền kinh tế Togo. Tổng giá trị thương mại của Hoa Kỳ với Togo là khoảng 16 triệu USD mỗi năm.

## Số liệu thống kê
GDP-sức mua tương đương - 8,684 tỷ USD (ước tính năm 2004)
GDP - tốc độ tăng trưởng thực:
3% (ước tính năm 2004)
GDP - bình quân đầu người:
sức mua tương đương - 1.600 USD (ước tính năm 2004)
GDP - thành phần theo ngành:
nông nghiệp:
39,5%
công nghiệp:
20,m4%
dịch vụ:
40,1% (ước tính năm 2003)
Đầu tư (cố định):
18,4% GDP (2003)
Dân số dưới nghèo:
32% (ước tính năm 1989)
Thu nhập gia đình hoặc tiêu thụ theo phần trăm:
thấp nhất 10%:
NA%
cao nhất 10%:
NA%
Lạm phát (giá tiêu dùng):
-1% (ước tính 2003.)
Lực lượng lao động:
1,74 triệu (năm 1996)
Lực lượng lao động theo nghề:
nông nghiệp 65%, công nghiệp 5%, dịch vụ 30% (ước tính năm 1998.)
Thất nghiệp:
NA (ước tính 2003)
Ngân sách:
thu: 214,5 triệu USD 
chi: 296,4 triệu USD, bao gồm cả chi phí vốn (ước tính 2003)
Nông sản:
cà phê, ca cao, bông, khoai, sắn, ngô, đậu, gạo, lúa miến; gia súc, cá
Công nghiệp: khai thác phosphat, chế biến nông sản, xi măng, thủ công mỹ nghệ, dệt, đồ uống
Điện sản xuất:
0,1016 TWh (năm 2001)
Nguồn sản xuất điện:
nhiên liệu hóa thạch:
93,33%
thủy điện:
6,67%
hạt nhân:
0%
khác:
0% (năm 1998)
Điện tiêu thụ:
0,6145 TWh (năm 2001)
Điện xuất khẩu:
0 TWh (năm 1998)
Điện nhập khẩu:
0,520 TWk;
điện cung cấp bởi Ghana (năm 2001)
Sản xuất dầu:
0 thùng trên ngày (0 m3/d) (năm 2001)
Dầu tiêu thụ:
10.000 thùng trên ngày (1.600 m3/d) (năm 2001)
Số dư tài khoản: -140 triệu USD (2003)
Dự trữ ngoại tệ & vàng: 257 triệu USD (2003)
Nợ  bên ngoài:
Số 2 tỷ USD (2006)
Hỗ trợ kinh tế- nhận:
ODA 80 triệu USD (2000.)
Tiền tệ:
CFA franc (XOF);
Trách nhiệm thẩm quyền là Ngân hàng Trung ương Tây Phi
Năm tài chính: dương lịch
Togo là một thành viên của WTO.